# ロスト・マネー 偽りの報酬
『ロスト・マネー 偽りの報酬』（ロストマネー いつわりのほうしゅう、原題：Widows）は、2018年のアメリカ合衆国のスリラー映画。
スティーヴ・マックイーン監督が、アカデミー作品賞を受賞した『それでも夜は明ける』の次回作として手がけた。共同脚本は『ゴーン・ガール』の著者で映画化の際には脚本も執筆したギリアン・フリン。主演はヴィオラ・デイヴィス。共演はミシェル・ロドリゲス、エリザベス・デビッキ、シンシア・エリヴォ、コリン・ファレル、ブライアン・タイリー・ヘンリー、ダニエル・カルーヤ、ジャッキー・ウィーヴァー、キャリー・クーン、ロバート・デュヴァル、リーアム・ニーソン。

## ストーリー
舞台は現代のシカゴ、4人の強盗犯が強盗の失敗により死亡する。彼らが盗み出した金が黒人議員ジャマール・マニングの選挙資金だったため、彼らの妻であるヴェロニカ、リンダ、アリスが落とし前をつけるように脅迫される。ジャマールの弟のジャテームによりヴェロニカ達の友人に次々と被害が及ぶ中、ヴェロニカは亡くなった夫の残したメッセージからある計画を立てる。それは、ジャマールのライバル議員のジャック・マリガンから金を強奪することだった。

## キャスト
※括弧内は日本語吹替
- ヴェロニカ・ローリングス: ヴィオラ・デイヴィス（上村典子） - 教員組合の代表。
- リンダ・ペレーリ: ミシェル・ロドリゲス（橘U子） - 衣料品店の経営者。
- アリス・ガナー: エリザベス・デビッキ（渡辺美佐） - 夫の死後、シュガーベイビーになった女性。
- ベル: シンシア・エリヴォ（美々） - 美容師。リンダの子供のシッター。
- ジャック・マリガン: コリン・ファレル（花輪英司） - 地元の政治家一家の後継者。
- ハリー・ローリングス: リーアム・ニーソン（佐々木勝彦） - ヴェロニカの夫。
- ジャマール・マニング: ブライアン・タイリー・ヘンリー（乃村健次） - ジャックの対立候補。
- ジャテーム・マニング: ダニエル・カルーヤ（佐藤せつじ） - ジャマールの冷酷非情な弟。
- トム・マリガン: ロバート・デュヴァル（佐々木省三） - ジャックの父親。議員を引退。
- アマンダ・ナン: キャリー・クーン（山口協佳） - 乳飲み子を抱えている女性。
- バッシュ・オライリー: ギャレッド・ディラハント - ヴェロニカの忠実な運転手。
- ボビー・ウェルシュ: ケヴィン・J・オコナー - ハリーの旧友。下半身不随。
- カルロス・ペレーリ: マヌエル・ガルシア＝ルルフォ - リンダの夫。死亡した強盗犯の一人。
- フロレック・ガナー: ジョン・バーンサル - アリスの夫。死亡した強盗犯の一人。
- ジミー・ナン: コバーン・ゴス - アマンダの夫。死亡した強盗犯の一人。
- アグニェシュカ: ジャッキー・ウィーヴァー - アリスの母親。
- デヴィッド: ルーカス・ハース - アリスのシュガーダディーになった男。
- フラー巡査部長: マイケル・ハーニー（英語版）

## 製作
2015年3月27日に、スティーブ・マックイーンが監督を務め、ギリアン・フリンとマックイーンが脚本を務める新作映画の製作が発表された。製作当初は、ジェニファー・ローレンスが出演する予定だったが、スケジュール上の関係から降板した。2016年9月27日に、ヴィオラ・デイヴィスがキャストに加わった。2016年11月10日、シンシア・エリヴォがキャストに加わった。2017年1月13日、アンドレ・ホランドがキャストに加わるための交渉に入った。2017年2月、エリザベス・デビッキ、ミシェル・ロドリゲス、ダニエル・カルーヤがキャストに加わった。2017年3月、リーアム・ニーソンがキャストに加わった。2017年4月、コリン・ファレル、ロバート・デュヴァルがキャストに加わった。
2017年5月、ギャレッド・ディラハント、ジャッキー・ウィーヴァー、マヌエル・ガルシア＝ルルフォ、ルーカス・ハースがキャストに加わった。2017年6月、キャリー・クーンがキャストに加わった。2017年8月、マイケル・ハーニー、ジョン・バーンサルがキャストに加わった。

### 撮影
主要な撮影は2017年5月から開始した。

## 評価
Rotten Tomatoes
には389件のレビューがあり、批評家支持率は91%、平均点は10点満点で8.1点となっている。サイト側による批評家の意見の要約は「『ロスト・マネー 偽りの報酬』は娯楽映画ではあるが、強いメッセージ性を混ぜ合わせることに成功した強烈なスリラー映画」となっている。

## 日本での公開
日本では、2019年4月に劇場公開予定だったが、その後『ある女流作家の罪と罰』と共に公開中止され、タイトルを『妻たちの落とし前』から『ロスト・マネー』に変更しビデオスルーとなることが発表された。